# 宋姓
宋姓是一個中文姓氏，在百家姓中排名118位，在中国大陆人口排名中列24位（2018年数据），在臺灣人口排名中列53位（2018年數據）。宋姓也是朝鮮民族的姓氏。

## 姓氏來源

### 子姓源流
- 商王帝乙長子帝辛的庶兄微子啟，周成王時封国於宋[1]，自平定殷國武庚和三監之亂東遷，位列三恪以奉商祀[1]。帝舜封契於商邑，相土復遷於商丘，帝嚳之裔成湯始居地[2][3]，今河南商丘。公元前286年，宋國被田齊所滅，子孫以國名為氏，此為宋氏之大宗。

### 支氏源流
- 源出己姓，根據《路史·卷十七·后纪八》以及《欽定古今圖書集成》所述，溫國被狄人所滅亡，其中有一支後人改為宋氏[4]。
- 源出媯姓，根據《春秋分記·卷十六·世譜七》記載，源於陳宣公之後的宋氏[5]。
- 源出賜姓，根據《太平廣記·方士一·子韋》記錄，宋景公賜野人姓子氏名韋，是善於觀測天文的大夫，記錄作宋子韋，別號為司星氏[6]。
- 源出變更姓氏：
  - 宋徽宗時殿直公以國為氏，趙宋宗室有一支改姓宋氏[7]。
  - 韓氏改姓名宋嘉树，取其義來源自宋朝之宋[8]。

### 民族源流
源出少數民族的支流：
①南北朝時西羌有宋姓內附於北魏，先有涼州的義從宋建；②五代時辰州蠻酋屬五溪蠻的宋姓，另有水東土司的宋姓；③北宋時西北的西夏國黨項的宋姓；④元朝時存在有水西羅甸國的宋姓，源自併入羅甸國宋姓；⑤明朝賜姓元人伯奇特穆爾的宋姓，元時賜國師掌教所印；⑥明朝賜金鄉衛鎮撫答失剌的宋姓；⑦清朝時存在有黔苗之宋家的宋姓，宋國裔放之南徼為夷；⑧清朝時滿洲八旗尼堪姓氏的宋姓，如鑲白旗人宋成義等；⑨清朝時高麗人歸化時改姓的宋姓。
以上幾支均出自少數民族，唐宋以來，民族融合的不斷深入同化，宋氏家族變得更龐大起來。

## 堂號与郡望

### 堂号
宋氏的堂号主要有“玉德堂”。宋朝时期，宋郊、宋祁兄弟一同中了进士。宋祁礼部考试第一，官至兵部尚书，着《玉楼春词》，有“红杏枝头春意闹”的名句，人们叫他“红杏尚书”。人称“二宋”或“大宋”、“小宋”。

### 郡望
宋姓郡望主要有京兆郡、西河郡、广平郡、敦煌郡、河南郡、弘农郡、扶风郡、乐陵郡、江夏郡等。其中，西河、广平、敦煌、河南、扶风为古代宋氏五大郡望。又宋姓改為李者，宋文通賜姓李茂貞。
- 京兆郡：汉武帝太初元年设京兆郡，下辖十二县。三国时魏置郡，治所在长安（今陕西西安市）。大约在今天的陕西秦岭以北，西安市以东、渭河以南的地方。此支宋氏，为后汉侍中宋弘之族所在。

## 血型频率
宋姓人群的ABO血型分布频率：
O型占31.3%；B型占30.6%；A型占28.4%；AB型占9.7%。宋姓总人口972万。
- 华北以东、东北和成都地区：
  - 约占全国宋姓人口47.6%。B型占31.1%，O型占30.7%，A型占28.1%以及AB型占10.2%。
- 华北大部分、四川其他部分、长江三角洲和陕甘宁地区：
  - 约占全国宋姓人口36.6%。O型占31.5%，B型占30.6%，A型占28.7%以及AB型占9.3%。
- 其他地区：
  - 宋姓分布较少，约占全国宋姓人口15.8%。O型占33.3%，A型占28.8%，B型占28.8%以及AB型占9.2%。

## 延伸阅读
[在维基数据编辑]
 《百家姓》
 《欽定古今圖書集成·明倫彙編·氏族典·宋姓部》，出自陈梦雷《古今圖書集成》